# Nombre de transistors
| Tecnologia | Any   |
| ---------- | ----- |
| 10 um      | 1971  |
| 6 um       | 1974  |
| 3 um       | 1977  |
| 1,5 um     | 1982  |
| 1 um       | 1985  |
| 800 nm     | 1989  |
| 600 nm     | 1994  |
| 350 nm     | 1995  |
| 250 nm     | 1997  |
| 180 nm     | 1999  |
| 130 nm     | 2001  |
| 90 nm      | 2004  |
| 65 nm      | 2006  |
| 45 nm      | 2008  |
| 32 nm      | 2010  |
| 22 nm      | 2012  |
| 14 nm      | 2014  |
| 10 nm      | 2017  |
| 7 nm       | 2018  |
| 5 nm       | 2019  |
| 3 nm       | ~2021 |
| 2 nm       | ~2023 |

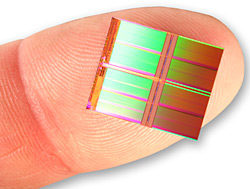

El nombre de transistors és el nombre de transistors en un dispositiu electrònic (normalment en un sol substrat o "xip"). És la mesura més comuna de la complexitat del circuit integrat (tot i que la majoria dels transistors dels microprocessadors moderns estan continguts a les memòries cau, que consisteixen principalment en els mateixos circuits de cèl·lules de memòria replicats moltes vegades). La velocitat a la qual el nombre de transistors MOS ha augmentat generalment segueix la llei de Moore, que observa que el nombre de transistors es duplica aproximadament cada dos anys. Tanmateix, sent directament proporcional a l'àrea d'un xip, el recompte de transistors no representa l'avançada que té la tecnologia de fabricació corresponent: una millor indicació d'això és la densitat del transistor (la relació entre el nombre de transistors d'un xip i la seva àrea).
L'any 2023, el nombre més alt de transistors a la memòria flaix va ser el xip de memòria flash V-NAND de 232 capes de 2 terabytes (apilats en 3D) de Micron, amb 5,3 bilions de MOSFET de porta flotant (3 bits per transistor).
El nombre més alt de transistors en un processador d'un sol xip és el del processador d'aprenentatge profund Wafer Scale Engine 2 de Cerebras. Té 2,6 bilions de MOSFET en 84 camps exposats (matrius) en una oblia, fabricats mitjançant el procés FinFET de 7 nm de TSMC.
A partir del 2023, la GPU més gran de transistors és la MI300X d'AMD, basada en el procés N5 de TSMC i amb un total de 153.000 milions de MOSFET.
El nombre més alt de transistors en un microprocessador de consum és 134 mil milions de transistors, en el sistema M2 Ultra de doble matriu basat en ARM d'Apple en un xip, que es fabrica mitjançant el procés de fabricació de semiconductors de 5 nm de TSMC.
| Curs | Component                    | Nom                       | Nombre de MOSFET (en bilions) | Observacions                                              |
| ---- | ---------------------------- | ------------------------- | ----------------------------- | --------------------------------------------------------- |
| 2022 | Memòria flash                | Xip V-NAND de Micron      | 5.3                           | paquet apilat de setze matrius NAND 3D de 232 capes       |
| 2020 | qualsevol processador        | Motor d'escala d'oblies 2 | 2.6                           | disseny a escala d'oblies de 84 camps exposats (matrius ) |
| 2023 | GPU                          | MI300X                    | 0,153                         |                                                           |
| 2023 | microprocessador (comercial) | M2 Ultra                  | 0,134                         | SoC de doble matriu; tot M2 Ultra és un mòdul multixip    |
| 2020 | DLP                          | Colossus Mk2 GC200        | 0,059                         | Una IPU en contrast amb la CPU i la GPU                   |

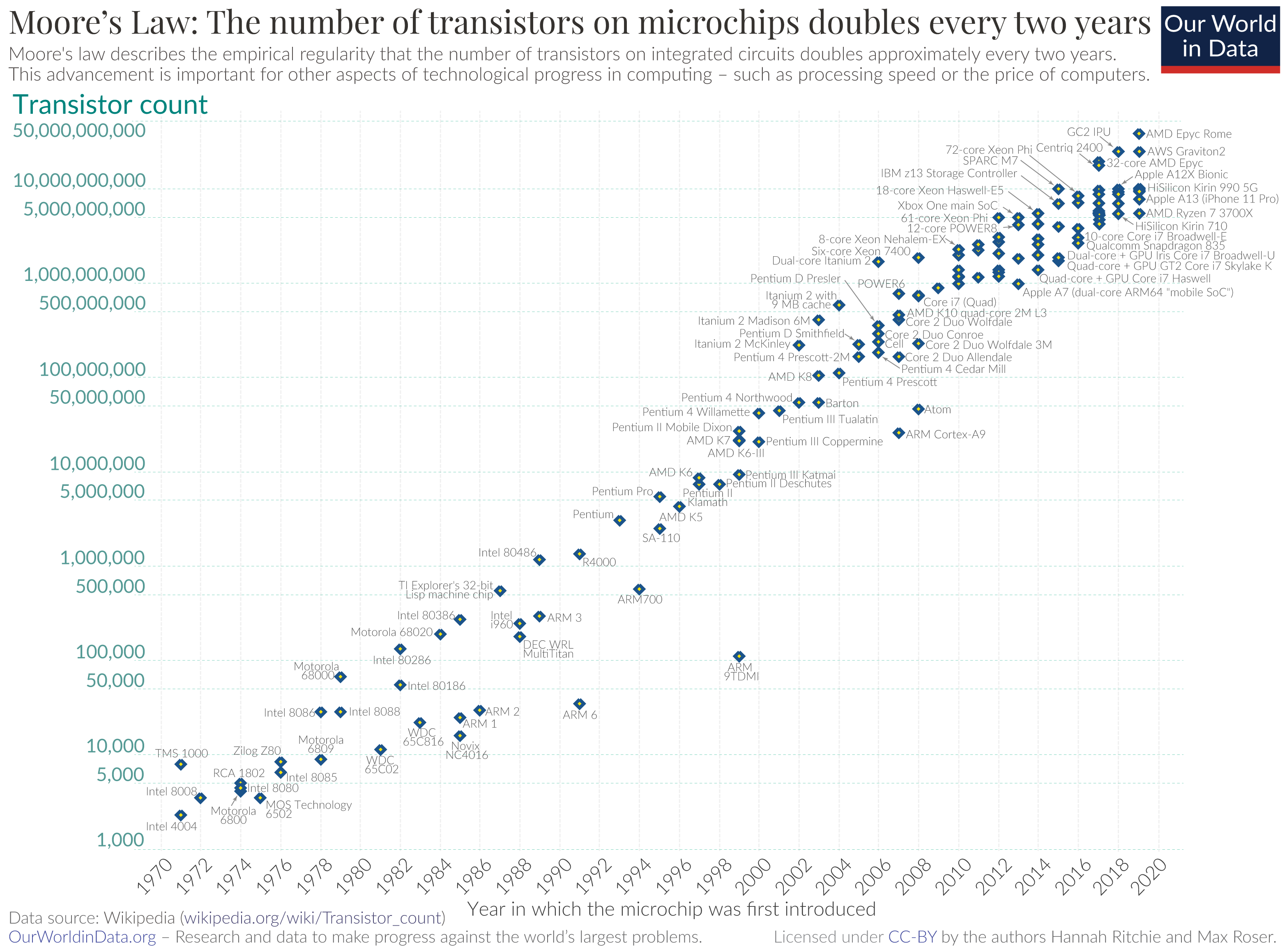
Gràfic del recompte de transistors MOS per als microprocessadors amb dates d'entrada tro ducció. La corba mostra que el recompte es duplica cada dos anys, segons la llei de Moore

Pel que fa als sistemes informàtics que consisteixen en nombrosos circuits integrats, el superordinador amb el major nombre de transistors el 2016 va ser el Sunway TaihuLight de disseny xinès, que ha combinat per a totes les CPU/nodes "uns 400 bilions de transistors a la part de processament del maquinari" i "la DRAM inclou uns 12 quadrillions de transistors, i això és al voltant del 97 per cent de tots els transistors". Per comparar, l'ordinador més petit, el 2018, per un gra d'arròs, tenia de l'ordre de 100.000 transistors. Els primers ordinadors experimentals d'estat sòlid tenien tan sols 130 transistors, però utilitzaven grans quantitats de lògica de díodes. El primer ordinador de nanotubs de carboni tenia 178 transistors i era un ordinador d'un conjunt d'instruccions d'1 bit, mentre que un de posterior és de 16 bits (tot i que el seu conjunt d'instruccions és RISC-V de 32 bits).

## Recompte de transistors
Un microprocessador incorpora les funcions de la unitat central de processament d'un ordinador en un únic circuit integrat. És un dispositiu programable polivalent que accepta dades digitals com a entrada, les processa segons les instruccions emmagatzemades a la seva memòria i proporciona resultats com a sortida.
El desenvolupament de la tecnologia de circuits integrats MOS a la dècada de 1960 va portar al desenvolupament dels primers microprocessadors. El MP944 de 20 bits, desenvolupat per Garrett AiResearch per al caça F-14 Tomcat de la Marina dels Estats Units el 1970, és considerat pel seu dissenyador Ray Holt com el primer microprocessador. Era un microprocessador multixip, fabricat amb sis xips MOS. Tanmateix, va ser classificat per l'Armada fins al 1998. L'Intel 4004 de 4 bits, llançat el 1971, va ser el primer microprocessador d'un sol xip.
Els microprocessadors moderns solen incloure memòries cau al xip. El nombre de transistors utilitzats per a aquestes memòries cau normalment supera amb escreix el nombre de transistors utilitzats per implementar la lògica del microprocessador (és a dir, excloent la memòria cau). Per exemple, l'últim xip DEC Alpha utilitza el 90% dels seus transistors per a la memòria cau.